# سير الملوك (سياست نامه)
سير الملوك (بالفارسية: سياست نامه، "كتاب السياسة") كتاب في الآداب السلطانية والتشريفات الملكية وطقوسها وتقاليدها لنظام الملك الطوسي.
حديثا ترجمه يوسف بكار إلى العربية وصدر في ثلاث طبعات قبل صدوره ضمن مشروع مكتبة الأسرة الأردنية عام 2012 ويقع مع فهارسه ومصادره ومقدماته في 320 صفحة من الحجم الكبير.
وهو أشهر عمل لنظام الملك مؤسس المدارس النظامية في بلاد فارس في العصور الوسطى ووزير السلاجقة ألب أرسلان وملك شاه على مدى 30 عامًا، وكان مسؤولاً عن إنشاء أشكال فارسية واضحة للحكم والإدارة والتي استمرت لقرون. جزء كبير من نهجه في الحكم موجود في سير الملوك التي هي في تقليد من الكتابة الفارسية الإسلامية المعروفة باسم «مرايا الأمراء».
كُتب باللغة الفارسية ومؤلفًا في القرن الحادي عشر، تم إنشاءه بناءً على طلب ملك شاه لوزرائه في إصدار كتب عن الحكومة والإدارة والمتاعب التي تواجه الأمة. ومع ذلك، فإن الرسالة التي جمعها الملك كانت الوحيدة التي حصلت على الموافقة، وبالتالي تم قبولها على أنها تشكل «قانون دستور الأمة». يتكون الكتاب من 50 فصلاً تتعلق بالدين والسياسة وقضايا أخرى متنوعة من اليوم مع آخر 11 فصلاً - كُتبت قبل وقت قصير من اغتيال نظام الملك - تتناول في الغالب الأخطار التي تواجه الإمبراطورية وخاصة التهديد المتصاعد للإسماعيليين. تعنى الرسالة بتوجيه الحاكم فيما يتعلق بواقع الحكومة وكيفية إدارتها. ويغطي «الدور المناسب للجنود والشرطة والجواسيس والمسؤولين الماليين» ويقدم نصائح أخلاقية تؤكد على الحاجة إلى العدالة والتقوى الدينية في الحاكم.
يُعرّف نظام الملك بالتفصيل ما تراه عدالة، أن «تعطى حقها» لجميع الطبقات وأن تتم حماية الضعفاء، حيثما أمكن. يتم تحديد العدالة من خلال العرف والقانون الإسلامي ويكون الحاكم مسؤولاً أمام الله. حكايات متجذرة في الثقافة الإسلامية، وأحيانًا ما قبل الإسلام، والثقافة والتاريخ مع أبطال مشهورين- على سبيل المثال، محمود الغزنوي في العصر الإسلامي وكسرى الأول في العصر الجاهلي - الذين كانوا يُعتبرون نماذج للخير والفضيلة تظهر كثيرًا. يُعتبر سير الملوك بمثابة نظرة ثاقبة لموقف النخبة الفارسية في القرن الثاني عشر تجاه ماضي حضارتهم بالإضافة إلى دليل على أساليب البيروقراطية ومدى تأثرها بتقاليد ما قبل الإسلام. توجد أقدم نسخة متبقية في مكتبة تبريز الوطنية بإيران. تمت ترجمته لأول مرة إلى الفرنسية في عام 1891.